# Place Henri-Rol-Tanguy
La place Henri-Rol-Tanguy est un carrefour important situé à Aubervilliers (Seine-Saint-Denis) près du canal Saint-Denis.

## Situation et accès

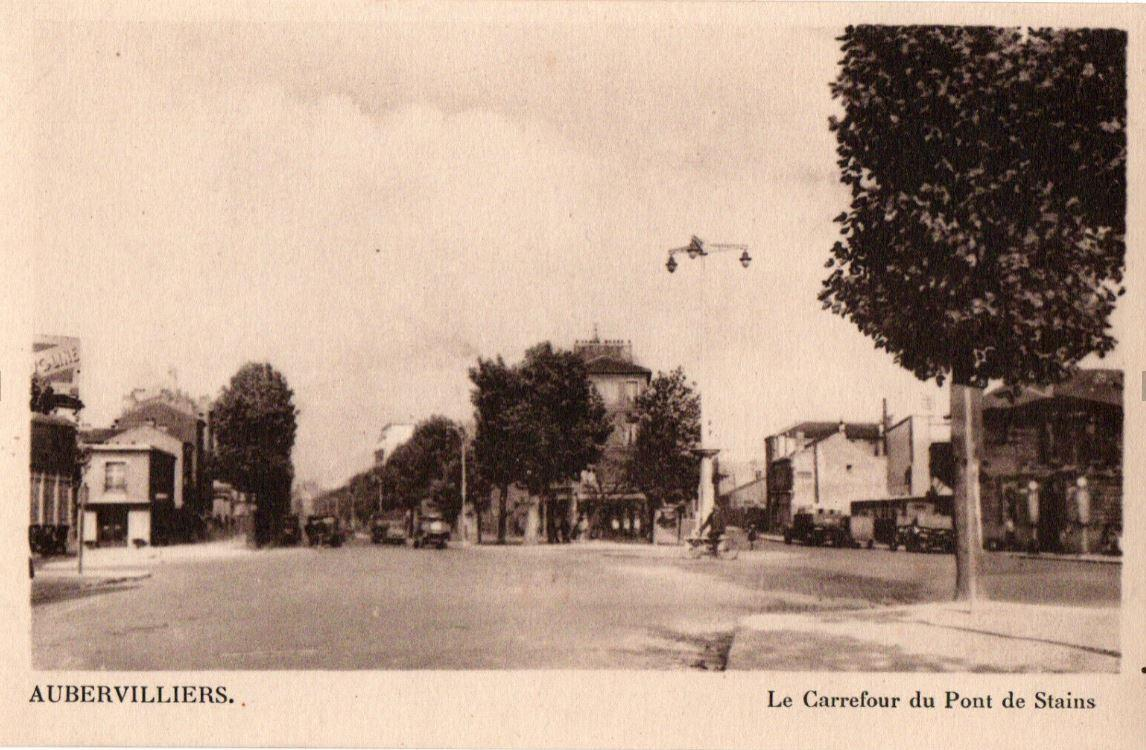
Le carrefour du pont de Stains, ancien nom de la place.

Située à un kilomètre au nord de la porte d'Aubervilliers (Paris), elle est le carrefour de plusieurs rues vers sept directions. En 2019, la place sera desservie par la station Aimé Césaire de la ligne 12 du métro.
Rues principales
- Avenue Victor-Hugo, axe Paris-La Courneuve (N 301) traversant le pont de Stains
- Boulevard Félix-Faure, axe Pantin-Saint-Denis (D 6)
- Rue de la Commune-de-Paris, anciennement rue de Paris[1]
- Rue du Goulet
- Rue Sadi-Carnot

Transports en commun
Les arrêts de la ligne 35 du réseau de bus RATP et de la ligne N43 du Noctilien portent le nom Félix Faure — Victor Hugo. Les arrêts de la ligne 139 du même réseau portent le nom Victor Hugo — Félix Faure.

## Origine du nom

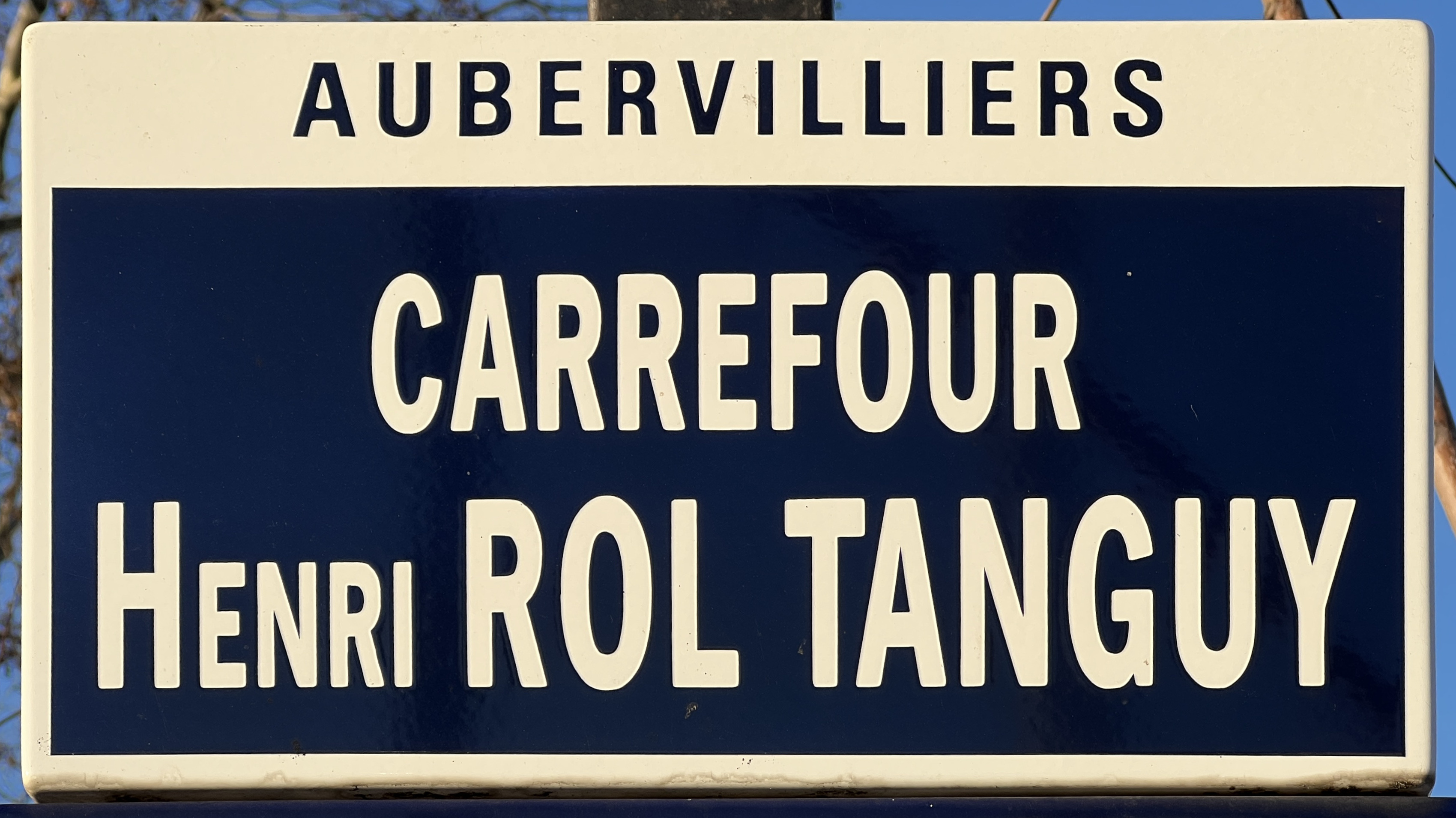
Plaque de la voie.

Elle rend honneur à Henri Rol-Tanguy (1908-2002) membre dirigeant de la Résistance pendant la Seconde Guerre mondiale.

## Historique
La dénomination du carrefour a été effectuée par la Mairie en novembre 2004 : « Le carrefour dit du Pont de Stains formant l'intersection du boulevard Félix-Faure avec l'avenue Victor-Hugo deviendra la place Henri-Rol-Tanguy ». Le 27 novembre 2004, la plaque de la place a été installée.
Depuis 2014, la place est en travaux afin d'accueillir la future station de métro Aimé Césaire.

## Bâtiments remarquables et lieux de mémoire
À proximité
- Parc Aimé-Césaire (ouvert en 2002, initialement appelé Parc des Berges, puis rebaptisé en 2008 Parc Aimé Césaire)
- Canal Saint-Denis